# Eumathes cuprascens
Eumathes cuprascens là một loài bọ cánh cứng trong họ Cerambycidae.